# زيتا (صيدا)
زيتا  هي إحدى القرى اللبنانية من قرى قضاء صيدا في محافظة الجنوب.